# ロメイン・ソーヤーズ
ロメイン・ソーヤーズ（Romaine Sawyers, 1991年11月2日 - ）は、セントクリストファー・ネイビスのサッカー選手。ポジションはミッドフィールダー。

## 経歴
バーミンガム出身で、シングルマザーの家庭で育つ。ウェスト・ブロムウィッチ・アルビオンFCのアカデミーに加入し、2008-09シーズンにはトップチームに昇格するが、翌シーズンは膝の怪我で出場は叶わなかった。
2013年3月、ウォルソールFCに期限付き移籍した。しかし、シーズン終了後に復帰したが、ウェスト・ブロムウィッチとの契約が切れたため、まもなくウォルソールに1年契約で加入した。
2016年7月1日、ブレントフォードFCに加入した。
2019年7月27日、スラベン・ビリッチの強い要望もあり、ウェスト・ブロムウィッチと3年契約を結び復帰した。
2021年8月20日、ストーク・シティFCに期限付き移籍した。